# Malcolm Marx
Malcolm Justin Marx (Germiston, 13 luglio 1994) è un rugbista a 15 sudafricano tallonatore dei Kubota Spears in Top League e campione del mondo nel 2019 e nel 2023 con il Sudafrica.

## Biografia
A partire dal 2007, Marx fece parte delle giovanili dei Golden Lions e con questo club esordì a livello professionistico durante la Vodacom Cup del 2014. Lo stesso anno debuttò anche in Currie Cup e, con la franchigia dei Lions, in Super Rugby. Precedentemente, nel 2013, aveva rappresentato l'università di Johannesburg durante la Varsity Cup. Il suo primo titolo a livello professionistico lo conquistò nel 2015 vincendo la Currie Cup con i Golden Lions. Nel 2016 raggiunse la finale di Super Rugby con i Lions venendo, però, sconfitto dagli Hurricanes. Anche la stagione successiva la franchigia di Johannesburg fu sconfitta in finale, ma Marx fu inserito nella formazione ideale del torneo. Al termine dell'annata 2017 fu nominato miglior giocatore sudafricano dell'anno.
Già a livello giovanile, nel 2011 e nel 2012, Marx disputò delle partite internazionali giocando per la rappresentativa scolastica nazionale sudafricana. Nel 2014 prese parte al mondiale giovanile con i Junior Springboks e giunse fino alla finale persa con l'Inghilterra. Il suo esordio con il Sudafrica avvenne nel primo incontro con la Nuova Zelanda durante il The Rugby Championship 2016, successivamente, lo stesso anno, fu convocato anche per il tour europeo di novembre dei sudafricani, dove giocò, subentrando dalla panchina, solo la partita contro il Galles. Nel 2017 disputò come titolare le tre sfide contro la Francia durante il tour africano estivo dei transalpini, tutto il The Rugby Championship 2017 e i tre incontri del tour europeo di novembre degli Springboks.

## Palmarès
- Coppe del mondo: 2
Sudafrica: 2019, 2023
- Currie Cup: 1
Golden Lions: 2015
- Japan Rugby League One: 1
Kubota Spears: 2022-23